# Чуйков Євген Васильович
Євге́н Васи́льович Чуйко́в (нар. 18 травня 1924, Нижній Реут — пом. 15 лютого 2000) — український художник, член Спілки радянських художників України з 1960 року. Батько художника Валерія Чуйкова.

## Життєпис
Народився 18 травня 1924 року в селі Нижньому Реуті (нині Фатезький район Курської області, Росія). Упродовж 1940—1942 років навчався на живописному факультеті в Омському художньому училищі. Брав участь у німецько-радянській війні. Член ВКП(б) з 1946 року.
По демобілізації навчався в образотворчих студіях Івана Федяніна та Георгія Колосовського у Запоріжжі. У 1952—1962 роках був членом Запорізького обласного Товариства художників. У середині 1960-х років на два роки виїхав до міста Владимира, де співпрацював з художниками Кімом Бритовим та Володимиром Юкіним. Після поверненя до Запоріжжя протягом десяти років обіймав посаду голови Запорізького відділення Спілки радянських художників України, також був членом правління Спілки радянських художників України.
Жив у Запоріжжі в будинку на бульварі Тараса Шевченка, № 27, квартира № 59. Помер 15 лютого 2000 року.

## Творчість
Творив в царині станкового живопису, переважно у жанрі пейзажу. Серед робіт:
- «Рання весна» (1963);
- «Весняні лани» (1965);
- «Індустріальний пейзаж» (1967);
- «Карелія» (1967);
- «Жовтень» (1967);
- «На Ладозі» (1968);
- «Біля створу Саяно-Шушенської ГЕС» (1969);
- «Шушенські далі» (1969);
- «Шушенське. Березневе сонце» (1969);
- «Пробудження» (1970);
- «Над безіменними висотами» (1977);
- «Горки Ленінські» (1982).

Брав участь у республіканських виставках з 1957 року, всесоюзних — з 1965 року, зарубіжних — з 1969 року, зокрема за кордоном виставлявся у Франції у 1968 році, у Фінляндії у 1972 році, у Польщі (Вроцлав) у 1974 році, у Західному Берліні у 1978 році, у Канаді у 1978 та 1983 роках, у Югославії у 1979 році. Також виставляв свої роботи в «Roy Miles Gallery» (Велика Британія), «Garden of Eden» (Велика Британія), «Gallery Russia» (Каліфорнія, США), «Greenhouse Gallery» (Сан-Антоніо, США).
Картини художника були продані в аукціонних будинках «Christie's» (8 вересня 1999 року та 28 вересня 2000 року), «Bonhams London» (26 листопада 2007 року).
Його твори представлені у музейних та приватних колекціях України, Росії, Великої Британії, США.

## Відзнаки
Нагороджений
- орденами Слави ІІІ (7 лютого 1945) і ІІ (4 липня 1945) ступенів[3], Вітчизняної війни ІІ ступеня (6 квітня 1985)[4];
- медалями «За відвагу» (5 вересня 1944), «За взяття Берліна» (9 червня 1945), «За перемогу над Німеччиною» (5 вересня 1945)[3];
- Почесною грамотою Президії Верховної Ради УРСР[2];

Почесні звання
- Заслужений художник УРСР з 1977 року;
- Народний художник України з 1995 року[2].